# Древнов, Илья Юрьевич
Илья Юрьевич Древнов (род. 3 октября 1977 года, Москва) — российский актёр театра и кино.

## Биография
Обучался в Театральном училище имени Щепкина на курсе профессора Николая Верещенко, который окончил в 1998 году и был принят в московский театр «Современник», где получил главную роль в спектакле «Аккомпаниатор».

## Семья
Супруга — Мария Порошина — актриса театра и кино. В сентябре 2018 года пресса узнала о разладе в семье. Несмотря на её положение (Мария Порошина беременна пятым ребёнком), актриса приняла решение расстаться с мужем после 17 лет брака. В начале лета Порошина подала на развод, спустя некоторое время суд расторг брак.
Дети
- Серафима (27.09.2005)
- Аграфена (18.02.2010)
- Глафира  (03.02.2016)[2].
- Андрей (11.01.2019); согласно решению суда, Древнов не является законным отцом ребёнка (по законодательству, ребёнок, родившийся в течение 300 дней после расторжения брака или смерти мужа, является ребёнком бывшего мужа)[3].

## Фильмография
- 1999 — Ворошиловский стрелок — Вадим Пашутин
- 1999 — Каменская — Антон Шевцов
- 2001 — Московские окна — Георгий Морозов
- 2002 — Приключения мага — Пауль
- 2003 — Лучший город Земли — Георгий Морозов
- 2003 — Северный сфинкс — Константин Кириллович Новоскольцев
- 2004 — Прощайте, доктор Фрейд! — Иван Пятаков, «психоаналитик»
- 2005 — Звезда эпохи — Василий Сталин
- 2006 — Лавэ — Александр Ираклионович
- 2007 — Эксперты — Иван Жагров, прокурор-криминалист
- 2007 — Моя мама — Снегурочка — Олег Владимирович
- 2007 — Сеть — Санёк
- 2008 — Время радости — Константин
- 2011 — Тонкая грань — Павел Кругляков
- 2012 — По горячим следам 2
- 2013 — Легенды о Круге — отец Геннадий
- 2014 — По следу Зверя — «Зверь» (Григорий Архаров)
- 2015 — Коготь из Мавритании — профессор Сергей Витальевич Шульц
- 2016 — Коготь из Мавритании — 2 — профессор Сергей Витальевич Шульц
- 2016 — Крылья — Константин
- 2016 — Разбуди меня — Сергей
- 2016 — Отражение радуги — Руслан Михайлов
- 2020 — Сержант — Игорь, журналист
- 2022 — Художник — Хофман, хозяин ресторана
- 2023 — Горький 53 — «Фасон»

## Спектакли
Все театральные роли Илья Древнов исполнял на сцене театра «Современник»:
- 1998 — Кот домашний средней пушистости — член секретариата
- 1998 — Анфиса — Померанцев
- 1998 — Аккомпаниатор — Григорий
- 2000 — Играем… Шиллера! — Мортимер
- 2000 — Мёртвые души — Чичиков
- 2001 — Три сестры — Тузенбах
- 2001 — Балалайкин и К° — Балалайкин
- 2006 — Пять вечеров — Слава
- 2007 — Горе от ума (пьеса) — Репетилов
- 2008 — Три сестры — Соленый
- 2012 — ГенАцид, или Деревенский анекдот — библиотекарь
- 2013 — Женщины в поисках любви — Ренальдо
- 2015 — Загадочное ночное убийство собаки — Роджер
- 2022 — Интуиция — Егор Матвеев